# 2020 en animation asiatique
Voir aussi : 2020 au cinéma - 2020 à la télévision
2019 en animation asiatique - 2020 en animation asiatique - 2021 en animation asiatique

## Festivals et conventions
En raison des mesures contre la pandémie de Covid-19, de nombreux festivals et conventions, comme la Japan Expo, sont annulés ou reportés à l'année suivante.

## Diffusions au Japon
| Saison            | Début diffusion                                                                                  | Titre           | Format                                                | Studio d'animation | Chaîne de diffusion |
| H I V E R         |                                                                                                  |                 |                                                       |                    |                     |
| 4 janvier         | Darwin's Game                                                                                    | Série télévisée | Nexus                                                 | Tokyo MX           |                     |
| 5 janvier         | Magia Record: Puella Magi Madoka Magica Side Story                                               | Série télévisée | Shaft                                                 | Tokyo MX           |                     |
| 5 janvier         | Yatogame-chan Kansatsu Nikki 2 Satsume                                                           | Série télévisée | Saetta                                                | TVA                |                     |
| 6 janvier         | Id – Invaded                                                                                     | Série télévisée | NAZ                                                   | BS11               |                     |
| 6 janvier         | Keep Your Hands Off Eizouken!                                                                    | Série télévisée | Science SARU                                          | NHK General TV     |                     |
| 6 janvier         | Heya Kyan△                                                                                       | Série télévisée | C-Station                                             | AT-X               |                     |
| 6 janvier         | pet                                                                                              | Série télévisée | Geno Studio Twin Engine                               | Tokyo MX           |                     |
| 6 janvier         | Natsunagu!                                                                                       | Série télévisée | -                                                     | Tokyo MX           |                     |
| 7 janvier         | Murenase! Seton Gakuen                                                                           | Série télévisée | Studio Gokumi                                         | Tokyo MX           |                     |
| 7 janvier         | Majutsushi Orphen                                                                                | Série télévisée | Studio DEEN                                           | AT-X               |                     |
| 8 janvier         | Bofuri : Je suis pas venue ici pour souffrir alors j'ai tout mis en défense.                     | Série télévisée | SILVER LINK.                                          | AT-X               |                     |
| 9 janvier         | Drifting Dragons                                                                                 | Série télévisée | Polygon Pictures                                      | Fuji TV            |                     |
| 9 janvier         | Plunderer                                                                                        | Série télévisée | GEEK TOYS                                             | KBS                |                     |
| 9 janvier         | Nekopara                                                                                         | Série télévisée | Felix Films                                           | AT-X               |                     |
| 9 janvier         | Infinite Dendrogram                                                                              | Série télévisée | NAZ                                                   | AT-X               |                     |
| 9 janvier         | Hōsekisho Richard-shi no Nazo Kantei                                                             | Série télévisée | Shuka                                                 | AT-X               |                     |
| 9 janvier         | Hatena Illusion                                                                                  | Série télévisée | Children's Playground Entertainment (ja)              | BS NTV             |                     |
| 10 janvier        | Kyochū Rettō                                                                                     | Film            | Passione                                              | Cinéma             |                     |
| 10 janvier        | Somali et l'Esprit de la forêt                                                                   | Série télévisée | Satelight HORNETS                                     | Tokyo MX           |                     |
| 10 janvier        | A Certain Scientific Railgun T                                                                   | Série télévisée | J. C. Staff                                           | AT-X               |                     |
| 10 janvier        | Toilet-Bound Hanako-kun                                                                          | Série télévisée | Lerche                                                | TBS                |                     |
| 10 janvier        | Je la vois déjà en haut de l'affiche                                                             | Série télévisée | 8-Bit                                                 | TBS                |                     |
| 11 janvier        | Rikei ga Koi ni Ochita no de Shōmei Shite Mita                                                   | Série télévisée | Zero-G                                                | Tokyo MX           |                     |
| 11 janvier        | Oda Cinnamon Nobunaga                                                                            | Série télévisée | Pierrot                                               | TV Tokyo           |                     |
| 11 janvier        | Haikyū!! To The Top                                                                              | Série télévisée | Production I.G                                        | MBS                |                     |
| 11 janvier        | Runway de waratte                                                                                | Série télévisée | Ezo'la                                                | MBS                |                     |
| 11 janvier        | 22/7                                                                                             | Série télévisée | A-1 Pictures                                          | Tokyo MX           |                     |
| 11 janvier        | Ishuzoku Reviewers                                                                               | Série télévisée | Passione                                              | AT-X               |                     |
| 12 janvier        | Dorohedoro                                                                                       | Série télévisée | MAPPA                                                 | Tokyo MX           |                     |
| 14 janvier        | A3! Season Spring & Summer                                                                       | Série télévisée | P.A. Works Studio 3Hz                                 | Tokyo MX           |                     |
| 15 janvier        | Isekai Quartet 2 (saison 2)                                                                      | Série télévisée | Studio Puyukai                                        | Tokyo MX           |                     |
| 17 janvier        | Made in Abyss: Fukaki tamashii no reimei                                                         | Film            | Kinema Citrus                                         | Cinéma             |                     |
| 22 janvier        | Tsugumomo                                                                                        | OAV             | Zero-G                                                | -                  |                     |
| 23 janvier        | BanG Dream! 3rd Season (3e saison)                                                               | Série télévisée | Sanzigen                                              | Tokyo MX           |                     |
| 28 janvier        | Tennis no Ōjisama BEST GAMES!! Fuji vs Kirihara                                                  | OAV             | MSC                                                   | -                  |                     |
| 29 janvier        | DanMachi: Familia Myth II                                                                        | OAV             | J. C. Staff                                           | -                  |                     |
| 29 janvier        | Strike the Blood: Kieta seisō-hen                                                                | OAV             | CONNECT                                               | -                  |                     |
| 1er février       | Goblin Slayer: Goblin's Crown                                                                    | OAV             | White Fox                                             | Cinéma             |                     |
| 15 février        | Saezuru Tori wa Habatakanai - The Clouds Gather                                                  | Film            | GRIZZLY                                               | Cinéma             |                     |
| 21 février        | Digimon Adventure: Last Evolution Kizuna                                                         | Film            | Yumeta Company                                        | Cinéma             |                     |
| 22 février        | Neko Neko Nihonshi: Ryōma no Hachamecha Time Travel ze yo!                                       | Film            | Joker Films                                           | Cinéma             |                     |
| 28 février        | Queen's Blade Unlimited: Joōheika Gozenjiai                                                      | OAV             | Fortes                                                | -                  |                     |
| 29 février        | Shirobako                                                                                        | Film            | P.A.Works                                             | Cinéma             |                     |
| 10 mars           | Honzuki no gekokujō                                                                              | OAV             | Ajiadō                                                | -                  |                     |
| 19 mars           | Altered Carbon: Resleeved                                                                        | ONA             | Anima                                                 | Netflix            |                     |
| P R I N T E M P S |                                                                                                  |                 |                                                       |                    |                     |
| 25 mars           | Tsūjō kōgeki ga zentai kōgeki de ni-kai kōgeki no okāsan wa sukidesu ka?                         | OAV             | J. C. Staff                                           | -                  |                     |
| 26 mars           | 7 Seeds 2nd Season                                                                               | ONA             | Gonzo                                                 | Netflix            |                     |
| 27 mars           | ACCA: 13-Territory Inspection Dept.                                                              | OAV             | Madhouse                                              | -                  |                     |
| 27 mars           | Tensei shitara slime datta ken                                                                   | OAD             | 8-Bit                                                 | -                  |                     |
| 1er avril         | Mitchiri Wanko! Animation                                                                        | Série télévisée | Studio Comet                                          | TV Tokyo           |                     |
| 1er avril         | Tamayomi                                                                                         | Série télévisée | Studio A-Cat                                          | AT-X               |                     |
| 1er avril         | Tower of God                                                                                     | Série télévisée | Telecom Animation Film                                | Tokyo MX           |                     |
| 2 avril           | Kakushigoto                                                                                      | Série télévisée | Ajiadō                                                | BS-NTV             |                     |
| 3 avril           | Nami yo kiitekure                                                                                | Série télévisée | Sunrise                                               | MBS                |                     |
| 3 avril           | Shin Sakura Taisen the Animation                                                                 | Série télévisée | Sanzigen                                              | Tokyo MX           |                     |
| 3 avril           | Beyblade Burst Sparking                                                                          | ONA             | OLM                                                   | YouTube            |                     |
| 4 avril           | Bungō to Alchemist: Shinpan no Haguruma                                                          | Série télévisée | OLM                                                   | TV Tokyo           |                     |
| 4 avril           | Major 2nd: 2nd Season                                                                            | Série télévisée | OLM                                                   | NHK Educational TV |                     |
| 4 avril           | Arte                                                                                             | Série télévisée | Seven Arcs                                            | Tokyo MX           |                     |
| 4 avril           | Yu-Gi-Oh! Sevens                                                                                 | Série télévisée | Bridge                                                | TV Tokyo           |                     |
| 5 avril           | Gal to Kyōryū                                                                                    | Série télévisée | Space Neko Company Kamikaze Douga                     | Tokyo MX           |                     |
| 5 avril           | Sing « Yesterday » for Me                                                                        | Série télévisée | Doga Kobo                                             | TV Asahi           |                     |
| 5 avril           | Ascendance of a Bookworm: Partie 2                                                               | Série télévisée | Ajiadō                                                | NHK Educational TV |                     |
| 5 avril           | Motto! Majime ni Fumajime Kaiketsu Zorori                                                        | Série télévisée | Bandai Namco Pictures Ajiadō                          | NHK Educational TV |                     |
| 5 avril           | Duel Masters King                                                                                | Série télévisée | Brain's Base Shōgakukan Music & Digital Entertainment | TV Tokyo           |                     |
| 5 avril           | Digimon Adventure:                                                                               | Série télévisée | Toei Animation                                        | Fuji TV            |                     |
| 5 avril           | Tsugu Tsugumomo                                                                                  | Série télévisée | Zero-G                                                | AT-X               |                     |
| 5 avril           | Mewkledreamy                                                                                     | Série télévisée | J. C. Staff                                           | TV Tokyo           |                     |
| 5 avril           | Shachō, Battle no Jikan Desu!                                                                    | Série télévisée | C2C                                                   | Tokyo MX           |                     |
| 5 avril           | IDOLiSH7 Second Beat! (saison 2)                                                                 | Série télévisée | TROYCA                                                | Tokyo MX           |                     |
| 5 avril           | Gleipnir                                                                                         | Série télévisée | Pine Jam                                              | Tokyo MX           |                     |
| 5 avril           | My Next Life as a Villainess: All Routes Lead to Doom!                                           | Série télévisée | SILVER LINK.                                          | Tokyo MX           |                     |
| 6 avril           | Kingdom 3rd Season                                                                               | Série télévisée | studio Pierrot St. Signpost                           | NHK General TV     |                     |
| 6 avril           | Ore no Yubi de Midarero.                                                                         | Série télévisée | Magic Bus                                             | Tokyo MX           |                     |
| 6 avril           | Shironeko Project: Zero Chronicle                                                                | Série télévisée | Project No.9                                          | AT-X               |                     |
| 6 avril           | Girl Gaku: Sei Girls Square Gakuin                                                               | Série télévisée | OLM Wit Studio                                        | AT-X               |                     |
| 6 avril           | Jashin-chan Dropkick' (saison 2)                                                                 | Série télévisée | Nomad                                                 | AT-X               |                     |
| 7 avril           | Fruits Basket Season 2                                                                           | Série télévisée | TMS Entertainment                                     | TV Tokyo           |                     |
| 7 avril           | Princess Connect! Re:Dive                                                                        | Série télévisée | CygamesPictures                                       | Tokyo MX           |                     |
| 7 avril           | Hōkago Teibō Nisshi                                                                              | Série télévisée | Doga Kobo                                             | AT-X               |                     |
| 8 avril           | Strike the Blood IV                                                                              | OAV             | CONNECT                                               | -                  |                     |
| 8 avril           | Mugen no jūnin: Immortal                                                                         | Série télévisée | LIDEN FILMS                                           | Tokyo MX           |                     |
| 8 avril           | Neko Neko Nihonshi                                                                               | Série télévisée | Joker Films                                           | NHK E-TV           |                     |
| 9 avril           | BNA: Brand New Animal                                                                            | Série télévisée | Trigger                                               | Fuji TV            |                     |
| 9 avril           | The Millionaire Detective Balance: Unlimited                                                     | Série télévisée | CloverWorks                                           | Fuji TV            |                     |
| 10 avril          | Appare-Ranman!                                                                                   | Série télévisée | P.A.Works                                             | Tokyo MX           |                     |
| 10 avril          | Mashin Eiyūden Wataru Shichi Tamashii no Ryūjinmaru                                              | ONA             | Studio Live                                           | YouTube            |                     |
| 10 avril          | Zashiki-Warashi no Tatami-chan                                                                   | ONA             | Zero-G                                                | Niconico           |                     |
| 11 avril          | Hakushon Daimaō 2020                                                                             | Série télévisée | Tatsunoko Production                                  | ytv                |                     |
| 11 avril          | Food Wars!: The Fifth Plate                                                                      | Série télévisée | J. C. Staff                                           | Tokyo MX           |                     |
| 11 avril          | Argonavis from BanG Dream!                                                                       | Série télévisée | Sanzigen                                              | MBS                |                     |
| 11 avril          | Kaguya-sama wa kokurasetai?: Tensai-tachi no renai zunōsen                                       | Série télévisée | A-1 Pictures                                          | Tokyo MX           |                     |
| 13 avril          | Kitsutsuki tantei-dokoro                                                                         | Série télévisée | LIDEN FILMS                                           | Tokyo MX           |                     |
| 16 avril          | TV Yarō Nana-na Kaibutsu Kraken o Oe! (saison 3)                                                 | Série télévisée | Studio Crocodile                                      | TV Tokyo           |                     |
| 23 avril          | Ghost in the Shell: SAC_2045                                                                     | ONA             | Production I.G Sola Digital Arts                      | Netflix            |                     |
| 7 mai             | BanG Dream!: Girls Band Party!☆Pico ~Ohmori~                                                     | ONA             | DMM.futureworks W-Toon Studio Sanzigen                | YouTube            |                     |
| 8 mai             | Dōnika Naru Hibi                                                                                 | Film            | LIDEN FILMS Kyoto Studio                              | Cinéma             |                     |
| 16 mai            | Given                                                                                            | Film            | Lerche                                                | Cinéma             |                     |
| 16 mai            | Eiga Precure Miracle Leap: Minna to Fushigi na 1-nichi                                           | Film            | Toei Animation                                        | Cinéma             |                     |
| 30 mai            | Cardfight!! Vanguard Gaiden if                                                                   | Série télévisée | OLM                                                   | TVA                |                     |
| 31 mai            | Duel Masters King                                                                                | Série télévisée | Brain's Base Shōgakukan Music & Digital Entertainment | TV Tokyo           |                     |
| 4 juin            | Baki (saison 2)                                                                                  | ONA             | TMS Entertainment                                     | Netflix            |                     |
| 7 juin            | Digimon Adventure:                                                                               | Série télévisée | Toei Animation                                        | Fuji TV            |                     |
| 7 juin            | Pokémon : Les Voyages                                                                            | Série télévisée | OLM                                                   | TV Tokyo           |                     |
| 18 juin           | Nakitai Watashi wa Neko o Kaburu                                                                 | Film            | Studio Colorido                                       | Netflix            |                     |
| 19 juin           | Zoids Wild Zero (saison 2)                                                                       | Série télévisée | OLM                                                   | TV Tokyo           |                     |
| É T É             |                                                                                                  |                 |                                                       |                    |                     |
| 3 juillet         | Appare-Ranman!                                                                                   | Série télévisée | P.A.Works                                             | Tokyo MX           |                     |
| 4 juillet         | Dokyū hentai HxEros                                                                              | Série télévisée | project No.9                                          | Tokyo MX           |                     |
| 4 juillet         | Fire Force: Ni no fumi (saison 2)                                                                | Série télévisée | David Production                                      | TBS                |                     |
| 4 juillet         | Lapis Re:Lights                                                                                  | Série télévisée | Yokohama Animation Laboratory                         | Tokyo MX           |                     |
| 4 juillet         | Maō gakuin no futekigōsha                                                                        | Série télévisée | SILVER LINK.                                          | Tokyo MX           |                     |
| 6 juillet         | Kyojinzoku no Hanayome                                                                           | Série télévisée | Studio Hokiboshi                                      | Tokyo MX           |                     |
| 6 juillet         | Chou Futsuu Toshi Kashiwa Densetsu R                                                             | Série télévisée | Super Normal Studio                                   | CTV                |                     |
| 6 juillet         | The God of High School                                                                           | Série télévisée | MAPPA                                                 | AT-X               |                     |
| 7 juillet         | Muhyo to Rouji no Mahouritsu Soudan Jimusho 2nd Season                                           | Série télévisée | Studio Deen                                           | Animax             |                     |
| 7 juillet         | Umayon                                                                                           | Série télévisée | W-Toon Studio DMM.futureworks                         | BS11               |                     |
| 7 juillet         | Hōkago Teibō Nisshi                                                                              | Série télévisée | Doga Kobo                                             | AT-X               |                     |
| 8 juillet         | Re:Zero kara hajimeru isekai seikatsu (saison 2)                                                 | Série télévisée | White Fox                                             | AT-X               |                     |
| 8 juillet         | Deca-Dence                                                                                       | Série télévisée | NUT                                                   | AT-X               |                     |
| 9 juillet         | Japan Sinks 2020                                                                                 | ONA             | Science SARU                                          | Netflix            |                     |
| 9 juillet         | Great Pretender                                                                                  | Série télévisée | Wit Studio                                            | Fuji TV            |                     |
| 9 juillet         | Tensei shitara slime datta ken                                                                   | OAD             | 8-Bit                                                 | -                  |                     |
| 10 juillet        | No Guns Life 2nd Season (saison 2)                                                               | Série télévisée | Madhouse                                              | TBS                |                     |
| 10 juillet        | Yahari ore no seishun Love Come wa machigatteiru. Kan (saison 3)                                 | Série télévisée | feel.                                                 | TBS                |                     |
| 10 juillet        | Uzaki-chan wa Asobitai!                                                                          | Série télévisée | ENGI                                                  | AT-X               |                     |
| 11 juillet        | Peter Grill to Kenja no Jikan                                                                    | Série télévisée | Wolfsbane                                             | Tokyo MX           |                     |
| 11 juillet        | Kanojo, okarishimasu                                                                             | Série télévisée | TMS Entertainment                                     | MBS                |                     |
| 11 juillet        | Get Up! Get Live!                                                                                | Série télévisée | Spellbound                                            | MBS                |                     |
| 12 juillet        | Sword Art Online: Alicization - War of Underworld - Last Season (saison 3, 2de partie, 2d cour)  | Série télévisée | A-1 Pictures                                          | Tokyo MX           |                     |
| 12 juillet        | Monster Musume no Oishasan                                                                       | Série télévisée | Arvo Animation                                        | KBS                |                     |
| 13 juillet        | Ninja Collection                                                                                 | Série télévisée | ILCA DRAWIZ Toho Interactive Animation                | TV Tokyo           |                     |
| 15 juillet        | Gibiate                                                                                          | Série télévisée | Studio elle l-a-unch・BOX                             | Tokyo MX           |                     |
| 16 juillet        | Koi to Producer: EVOL×LOVE                                                                       | Série télévisée | MAPPA                                                 | Tokyo MX           |                     |
| 16 juillet        | The Millionaire Detective Balance: Unlimited                                                     | Série télévisée | CloverWorks                                           | Fuji TV            |                     |
| 17 juillet        | Shingeki no Kyojin: Chronicle                                                                    | Film            | -                                                     | Cinéma             |                     |
| 29 juillet        | Strike the Blood IV                                                                              | OAV             | CONNECT                                               | -                  |                     |
| 7 août            | Doraemon: Nobita no Shin Kyoryū                                                                  | Film            | Shin-Ei Animation                                     | Cinéma             |                     |
| 7 août            | Shōjo☆Kageki Revue Starlight: Rondo Rondo Rondo                                                  | Film            | Kinema Citrus                                         | Cinéma             |                     |
| 14 août           | Date A Bullet: Dead or Bullet                                                                    | Film            | Geek Toys                                             | Cinéma             |                     |
| 15 août           | Fate/stay night: Heaven's Feel - III. spring song                                                | Film            | ufotable                                              | Cinéma             |                     |
| 22 août           | Given                                                                                            | Film            | Lerche                                                | Cinéma             |                     |
| 27 août           | Aggretsuko (saison 3)                                                                            | ONA             | Fanworks                                              | Netflix            |                     |
| 2 septembre       | Ore o suki nano wa omae dake ka yo: Ore-tachi no Game Set                                        | OAV             | Connect                                               | -                  |                     |
| 5 septembre       | Tokubetsu Jōei-ban "Hataraku Saibō!!" Saikyō no teki, futatabi. Karada no naka wa "chō" ōsawagi! | Film            | David Production                                      | Cinéma             |                     |
| 11 septembre      | Umibe no Étranger                                                                                | Film            | Studio Hibari                                         | Cinéma             |                     |
| 11 septembre      | Crayon Shin-chan: Gekitotsu! Rakugaki Kingdom to Hobo Tonin no Yuusha                            | Film            | Shin-Ei Animation                                     | Cinéma             |                     |
| 17 septembre      | Seitokai yakuindomo                                                                              | OAV             | GoHands                                               | -                  |                     |
| 17 septembre      | Dragon's Dogma                                                                                   | ONA             | Sublimation                                           | Netflix            |                     |
| 18 septembre      | Violet Evergarden the Movie                                                                      | Film            | Kyoto Animation                                       | Cinéma             |                     |
| 18 septembre      | Omoi, Omoware, Furi, Furare                                                                      | Film            | A-1 Pictures                                          | Cinéma             |                     |
| A U T O M N E     |                                                                                                  |                 |                                                       |                    |                     |
| 30 septembre      | Strike the Blood IV                                                                              | OAV             | CONNECT                                               | -                  |                     |
| 1er octobre       | Higurashi: When They Cry – Gou                                                                   | Série télévisée | Passione                                              | BS11               |                     |
| 2 octobre         | Assault Lily: Bouquet                                                                            | Série télévisée | Shaft                                                 | TBS                |                     |
| 2 octobre         | Majo no Tabitabi                                                                                 | Série télévisée | C2C                                                   | AT-X               |                     |
| 2 octobre         | I'm Standing on a Million Lives                                                                  | Série télévisée | Maho Film                                             | Tokyo MX           |                     |
| 2 octobre         | Ani ni tsukeru kusuri wa nai! 4                                                                  | Série télévisée | Fanworks Imagineer                                    | Tokyo MX           |                     |
| 2 octobre         | Wave!! Surfing Yappe!!                                                                           | Film            | Asahi Production                                      | Cinéma             |                     |
| 2 octobre         | Bem: Become Human                                                                                | Film            | Production I.G                                        | Cinéma             |                     |
| 2 octobre         | Burn the Witch                                                                                   | Film            | Studio Colorido                                       | Cinéma             |                     |
| 3 octobre         | Hypnosis Mic: Division Rap Battle - Rhyme Anima                                                  | Série télévisée | A-1 Pictures                                          | Tokyo MX           |                     |
| 3 octobre         | DanMachi III                                                                                     | Série télévisée | J. C. Staff                                           | Tokyo MX           |                     |
| 3 octobre         | Rail Romanesque                                                                                  | Série télévisée | Saetta                                                | Tokyo MX           |                     |
| 3 octobre         | Tonikaku Kawaii: Fly Me to the Moon                                                              | Série télévisée | Seven Arcs                                            | Tokyo MX           |                     |
| 3 octobre         | King's Raid: Ishi o Tsugumono-tachi                                                              | Série télévisée | Sunrise Beyond OLM                                    | TV Tokyo           |                     |
| 3 octobre         | Jujutsu Kaisen                                                                                   | Série télévisée | MAPPA                                                 | MBS                |                     |
| 3 octobre         | Inu to Neko Docchi mo Katteru to Mainichi Tanoshii                                               | Série télévisée | Team TillDawn                                         | MBS                |                     |
| 3 octobre         | Haikyū!!: To the Top: 2d Cours                                                                   | Série télévisée | Production I.G                                        | MBS                |                     |
| 3 octobre         | Dragon Quest : La Quête de Daï                                                                   | Série télévisée | Toei Animation                                        | TV Tokyo           |                     |
| 3 octobre         | Hanyou no Yashahime: Sengoku Otogizoushi                                                         | Série télévisée | Sunrise                                               | ytv                |                     |
| 3 octobre         | Love Live! Nijigasaki Gakuen School Idol Club                                                    | Série télévisée | Sunrise                                               | Tokyo MX           |                     |
| 3 octobre         | Warlords of Sigrdrifa                                                                            | Série télévisée | A-1 Pictures                                          | Tokyo MX           |                     |
| 4 octobre         | The Irregular at Magic High School: Visitor Arc                                                  | Série télévisée | 8-Bit                                                 | Tokyo MX           |                     |
| 4 octobre         | Iwa-Kakeru! Climbing Girls                                                                       | Série télévisée | Blade                                                 | ABC                |                     |
| 4 octobre         | Talentless Nana                                                                                  | Série télévisée | Bridge                                                | AT-X               |                     |
| 4 octobre         | By the Grace of the Gods                                                                         | Série télévisée | Maho Film                                             | Tokyo MX           |                     |
| 5 octobre         | Golden Kamui (saison 3)                                                                          | Série télévisée | Geno Studio                                           | Tokyo MX           |                     |
| 6 octobre         | One Room (saison 3)                                                                              | Série télévisée | Zero-G                                                | Tokyo MX           |                     |
| 6 octobre         | Maoujou de Oyasumi                                                                               | Série télévisée | Doga Kobo                                             | TV Tokyo           |                     |
| 6 octobre         | Ikebukuro West Gate Park                                                                         | Série télévisée | Doga Kobo                                             | AT-X               |                     |
| 7 octobre         | Kuma Kuma Kuma Bear                                                                              | Série télévisée | EMT²                                                  | AT-X               |                     |
| 7 octobre         | Tsukiuta. The Animation 2                                                                        | Série télévisée | Children's Playground Entertainment (ja)              | Tokyo MX           |                     |
| 7 octobre         | Kimi to boku no saigo no senjō, arui wa sekai ga hajimaru seisen                                 | Série télévisée | SILVER LINK.                                          | AT-X               |                     |
| 7 octobre         | Seizei Ganbare! Mahou Shoujo Kurumi 3rd Season (saison 3)                                        | Série télévisée | Pie in the sky                                        | BS11               |                     |
| 8 octobre         | Noblesse                                                                                         | Série télévisée | Production I.G                                        | Tokyo MX           |                     |
| 8 octobre         | Strike Witches: Road to Berlin                                                                   | Série télévisée | David Production                                      | Tokyo MX           |                     |
| 8 octobre         | Akudama Drive                                                                                    | Série télévisée | Studio Pierrot                                        | AT-X               |                     |
| 8 octobre         | Guraburu!                                                                                        | Série télévisée | W-Toon Studio DMM.futureworks                         | BS11               |                     |
| 9 octobre         | Adachi to Shimamura                                                                              | Série télévisée | Tezuka Productions                                    | TBS                |                     |
| 10 octobre        | Gochūmon wa usagi desu ka? Bloom (saison 3)                                                      | Série télévisée | Encourage Films                                       | Tokyo MX           |                     |
| 11 octobre        | The Day I Became a God                                                                           | Série télévisée | P.A. Works                                            | Tokyo MX           |                     |
| 11 octobre        | The Gymnastics Samurai                                                                           | Série télévisée | MAPPA                                                 | TV Asahi           |                     |
| 11 octobre        | Moriarty the Patriot                                                                             | Série télévisée | Production I.G                                        | Tokyo MX           |                     |
| 11 octobre        | Maesetsu!                                                                                        | Série télévisée | Studio Gokumi AXsiZ                                   | AT-X               |                     |
| 12 octobre        | Ochikobore Fruit Tart                                                                            | Série télévisée | feel.                                                 | Tokyo MX           |                     |
| 13 octobre        | A3! Season Autumn & Winter                                                                       | Série télévisée | P.A. Works Studio 3Hz                                 | Tokyo MX           |                     |
| 13 octobre        | Mr Osomatsu (saison 3)                                                                           | Série télévisée | Studio Pierrot                                        | TV Tokyo           |                     |
| 13 octobre        | Magatsu Wahrheit: Zuerst                                                                         | Série télévisée | Yokohama Animation Laboratory                         | Tokyo MX           |                     |
| 14 octobre        | Dogeza de Tanondemita                                                                            | Série télévisée | DMM pictures                                          | AT-X               |                     |
| 16 octobre        | Wave!! Surfing Yappe!! (2e film)                                                                 | Film            | Asahi Production                                      | Cinéma             |                     |
| 16 octobre        | Demon Slayer: Kimetsu no Yaiba - Le film : Le train de l'Infini                                  | Film            | ufotable                                              | Cinéma             |                     |
| 23 octobre        | D4DJ: First Mix                                                                                  | Série télévisée | Sanzigen                                              | Tokyo MX           |                     |
| 23 octobre        | Dounika Naru Hibi                                                                                | Film            | Liden Films                                           | Cinéma             |                     |
| 25 octobre        | Toji no Miko: Kizamishi Issen no Tomoshibi                                                       | OAD             | project No.9                                          | -                  |                     |
| 30 octobre        | Wave!! Surfing Yappe!! (3e film)                                                                 | Film            | Asahi Production                                      | Cinéma             |                     |
| 31 octobre        | Precure Miracle Leap Movie: Minna to no Fushigi na Ichinichi                                     | Film            | Toei Animation                                        | Cinéma             |                     |
| 4 novembre        | Dokyū hentai HxEros                                                                              | OAD             | project No.9                                          | -                  |                     |
| 6 novembre        | Monster Strike the Movie: Lucifer - Zetsubou no Yoake                                            | Film            | Anima Dynamo Pictures                                 | Cinéma             |                     |
| 13 novembre       | Sōkyū no Fafner: Dead Aggressor - The Beyond Part 3                                              | Film            | I.Gzwei Production I.G                                | Cinéma             |                     |
| 13 novembre       | Date A Bullet: Nightmare or Queen                                                                | Film            | Geek Toys                                             | Cinéma             |                     |
| 13 novembre       | Ojamajo Doremi: Majo Minarai o Sagashite                                                         | Film            | Toei Animation                                        | Cinéma             |                     |
| 25 novembre       | Tensei shitara slime datta ken                                                                   | OAD             | 8-Bit                                                 | -                  |                     |
| 27 novembre       | Kimi wa Kanata                                                                                   | Film            | Digital Network Animation                             | Cinéma             |                     |
| 27 novembre       | Grisaia: Phantom Trigger The Animation - Stargazer                                               | Film            | Bibury Animation Studios                              | Cinéma             |                     |
| 28 novembre       | Kud Wafter                                                                                       | Film            | J. C. Staff                                           | Cinéma             |                     |
| 29 novembre       | Toji no Miko: Kizamishi Issen no Tomoshibi                                                       | OAD             | project No.9                                          | -                  |                     |
| 5 décembre        | Fate/Grand Order: Shinsei entaku ryōiki Camelot - 1re partie Wandering; Agateram                 | Film            | Signal.MD Production I.G                              | Cinéma             |                     |
| 7 décembre        | L'Attaque des Titans: The Final Season (saison 4)                                                | Série télévisée | MAPPA                                                 | NHK G              |                     |
| 11 décembre       | Yes ka No ka Hanbun ka                                                                           | Film            | Lesprit                                               | Cinéma             |                     |
| 23 décembre       | Strike the Blood IV                                                                              | OAV             | CONNECT                                               | -                  |                     |
| 25 décembre       | Kono Sekai no Tanoshimikata: Secret Story Film                                                   | Film            | CLAP                                                  | Cinéma             |                     |
| 25 décembre       | Entotsu Machi no Poupelle                                                                        | Film            | Studio 4°C                                            | Cinéma             |                     |
| 25 décembre       | Josee to Tora to Sakana-tachi                                                                    | Film            | Bones                                                 | Cinéma             |                     |
| 30 décembre       | Aya et la sorcière                                                                               | Téléfilm        | Studio Ghibli                                         | NHK G              |                     |